# Fédération espagnole de tir à l'arc
La Fédération espagnole de tir à l'arc (RFETA) est chargée d'organiser et de développer la pratique du tir à l'arc en Espagne.
Elle est membre de la World Archery Federation et de la World Archery Europe.

## Organisation

### Présidents
- Vicente Martínez Orga

### Les Fédérations autonomes
- Fédération andalousienne de tir à l'arc
- Fédération aragonaise de tir à l'arc
- Fédération de tir à l'arc baléarique
- Fédération canarienne de tir à l'arc
- Fédération de tir à l'arc cantabrien
- Fédération de tir à l'arc de Castellano Leonesa
- Fédération de tir à l'arc de Castellano Manchega
- Fédération catalanique de tir à l'arc
- Fédération de tir à l'arc du Ceutí
- Fédération de tir à l'arc extrême
- Fédération galicienne de tir à l'arc
- Fédération de tir à l'arc de la Rioja
- Fédération madriléenne de tir à l'arc
- Fédération de tir à l'arc de Melillense
- Fédération de tir à l'arc murcien
- Fédération de tir à l'arc de Navarre
- Principauté de la fédération des asturies de tir à l'arc
- Fédération valencienne de tir à l'arc
- Fédération basque de tir à l'arc

## Membres
En 2017, la RFETA compte 16 229 licenciés. On note une prédominance masculine avec 76,8 % d'hommes et 23,2 % de femmes.